# Manuel Muñiz
Manuel Muñiz (Michoacán, Nueva España, circa 1770 - Pénjamo, 2 de enero de 1818) fue un militar novohispano que participó en el bando insurgente durante la guerra de la independencia de México.

## Militar y conjura de Valladolid
Siguió la carrera de las armas, fue capitán del regimiento provincial de Valladolid (hoy Morelia). Fue enviado al cantón de Xalapa, lugar en donde entabló amistad con Mariano Michelena e Ignacio Allende. Una vez que fue disuelto el cantón, regresó al cuartel de las Ánimas en Valladolid.
Participó en la conjura de Valladolid cuyos miembros se reunían en la casa de García Obeso. A pesar de ser descubiertos, no recibió castigo alguno por parte del virrey Francisco Javier de Lizana, pues continuó ejerciendo su cargo en el batallón realista. Mantuvo correspondencia con los miembros de la conspiración de Querétaro. En septiembre de 1810 se unió a la revolución iniciada mediante el grito de Dolores por Miguel Hidalgo. Permaneció en Valladolid hasta los primeros días de noviembre de 1810, tras la derrota de los insurgentes en la batalla de Aculco se unió a las filas de Hidalgo. Participó en los fusilamientos masivos de españoles peninsulares perpetrados en los cerros del Molcajete y de las Bateas.

## Inicio de la guerra de independencia
Acompañó a Hidalgo en su marcha hacia Guadalajara. Tras la derrota de los insurgentes en la batalla de Puente de Calderón decidió establecerse en Tacámbaro, región que conocía. Fue perseguido por el comandante realista Felipe Robledo, quien lo derrotó el 14 de febrero de 1811, por tal motivo Manuel Muñiz se refugió en Tierra Caliente. Organizó un nuevo ejército el cual dispuso a las órdenes de José Antonio Torres e Ignacio López Rayón. Ocupó nuevamente la localidad de Tacámbaro y las zonas aledañas. 
Durante junio y julio, con ayuda de las tropas de Torres y Anaya, intentó infructuosamente tomar la plaza de Valladolid, la cual era defendida por el coronel Torcuato Trujillo quien se encontraba en desventaja numérica. Sin embargo acudieron al lugar las tropas realistas de Antonio Linares y de Castillo Bustamante quienes obligaron la retirada de los insurgentes. Muñiz permaneció en la zona siendo derrotado el 7 de septiembre de 1811 por Castillo Bustamante. De regreso en Tacámbaro se dedicó a fundir cañones, y por tercera ocasión, en enero de 1813 intentó un nuevo e infructuoso ataque a Valladolid, esta vez con la ayuda del padre Navarrete. Albino García no pudo ayudarlo pues a su vez fue derrotado antes de llegar a la cita. Tras la derrota realizó algunas campañas en Tierra Caliente, en enero de 1813, a petición de Sixto Verduzco se intentó por cuarta ocasión un nuevo y fallido ataque a Valladolid.

## Junta de Zitácuaro y Congreso de Chilpancingo
Esta derrota provocó el rompimiento entre los miembros de la Junta de Zitácuaro, Sixto Verduzco y José María Liceaga declararon traidor a Ignacio López Rayón, éste por su parte ordenó a Muñiz aprehenderlos. A pesar de los intentos de José María Cos por buscar la armonía entre los miembros de la Junta, la desunión entre los insurgentes propició la derrota de Rayón el 16 de abril de 1813 en Salvatierra, pues José María Liceaga no hizo nada para apoyarlo militarmente. Pocos días después, Muñiz llevó a Liceaga a Puruarán para presentarlo ante Rayón, finalmente los jefes insurgentes se reconciliaron. 
En septiembre de 1813 asistió al Congreso de Chilpancingo en donde conoció a José María Morelos. Ambos intercambiaron opiniones para tomar la plaza de Valladolid, lugar en donde los insurgentes deseaban instalar al nuevo Congreso. En noviembre Muñiz comenzó los preparativos de la expedición reuniendo armas y destacamentos en Tiripetío. Sin embargo, a principios de diciembre, Félix María Calleja se enteró por medio de sus espías del plan de los insurgentes y ordenó al coronel Agustín de Iturbide y al general Ciriaco del Llano preparar la defensa. El 23 de diciembre de 1813, el grueso de las tropas insurgentes fueron derrotadas en la batalla de las Lomas de Santa María, Muñiz asistió a la acción de Puruarán lugar donde también fueron derrotados.
Meses más tarde el Congreso de Chilpancingo otorgó el mando de Michoacán a José María Cos sin considerar a Muñiz, quien conocía perfectamente el área. Muñiz no disimuló su enfado por esta decisión y aunque no se rebeló se mantuvo prácticamente inactivo durante al año de 1814. Cuando se disolvió el Congreso de Chilpancingo, Muñiz formó parte de la Junta subalterna de Taretan con el licenciado Ayala y de Rojas, Pagola y Carvajal que se estableció en septiembre de 1815. A su vez, la esta junta fue disuelta por Juan Pablo Anaya, quien además de no reconocer la autoridad de la misma, hizo prisioneros a sus vocales, entre ellos Muñiz. 

## Indulto
Una facción insurgente decidió establecer una nueva junta en Uruapán, que cambió su nombre a Junta de Jaujilla, esta decisión causó una rivalidad por cuestiones de mando entre Víctor Rosales y Muñiz, quien nuevamente decidió no combatir a los realistas durante todo el año de 1816. El 14 de mayo de 1817, tomó la determinación de acogerse al indulto en Pátzcuaro. Cuando Rosales se enteró de la decisión de Muñiz intentó perseguirlo. Sin embargo Muñiz contó con la ayuda de las tropas realistas de Miguel Barragán, quienes derrotaron a Rosales en el rancho de la Campana, en Ario, el 20 de mayo. Rosales murió en el enfrentamiento. 

## Campaña de Mina y muerte
En 1817, cuando Xavier Mina realizó su campaña con el Ejército Auxiliador de la República Mexicana, Manuel Muñiz fue llamado por los realistas para combatirlo, en lugar de atender el llamado volvió a tomar las armas con el bando insurgente. Fue capturado y fusilado, por órdenes de Pascual Liñán, el 2 de enero de 1818 en el fuerte de los Remedios. Tuvo un sobrino homónimo que participó durante el inicio de la guerra de independencia.